# San Jose Succotz
San Jose Succotz (San Jose Soccoths) ist ein Ort im Cayo District in Belize. 2010 hatte der Ort 2322 Einwohner. Die Einwohner sind hauptsächlich Maya.

## Geographie
Der Ort liegt knapp drei Kilometer östlich der Grenze zu Guatemala am Südufer des Mopan River. Der Ort ist mit Benque Viejo del Carmen zusammengewachsen.
Im Umkreis liegen die Orte Calla Creek (NO), San Lorenzo und Chial (N).

### Verkehr
Der Ort liegt am George Price Highway, der im Nordosten über San Ignacio/Santa Elena und Belmopan nach Belize City führt und im Südwesten an die Grenze von Guatemala und Melchor de Mencos.
Bei San Jose Succotz liegt der kleine Flugplatz Maya Flats Airport (IATA-Code: CYD).

## Archäologie
Beim Ort liegen die Maya-Ruinen von Xunantunich und die archäologische Stätte Socotz.

## Klima
Nach dem Köppen-Geiger-System zeichnet sich San Jose Succotz durch ein tropisches Klima mit der Kurzbezeichnung Am aus.